# Maximiano Tuazon Cruz
Maximiano Tuazon Cruz (* 4. April 1923 in Catbalogan City; † 9. Oktober 2013 in Calbayog City) war Bischof des Bistums Calbayog auf der zu den Philippinen gehörenden Insel Samar. 

## Leben
Maximiano Tuazon Cruz besuchte ab 1942 das Kleine Seminar in Calbayog City. Ab 1944 studierte er Philosophie am St. Vincent de Paul College Seminary in Calbayog City und ab 1948 Theologie am St. Vincent de Paul Major Seminary. Er empfing am 30. November 1947 die Priesterweihe. Er war zunächst Privatsekretär des Bischofs, später Vikar an der Kathedrale von Calbayog. 1949 wurde er Gemeindepfarrer in Catbalogan. 1965 absolvierte er ein Doktoratsstudium an der Lateranuniversität in Rom. 1978 wurde er Erster Kaplan der Filipinos in Rom, 1980 Sekretär des Bischofs in Calbayog. 1985 erfolgte die Bestellung zum Generalvikar, Rektor der Kathedrale, Diözesankanzler und Regens des Priesterseminars.
Papst Johannes Paul II. ernannte ihn am 10. November 1987 zum Weihbischof in Calbayog City und Titularbischof von Tanudaia. Der Erzbischof von Cebu, Ricardo Jamin Kardinal Vidal, spendete ihm am 1. Dezember desselben Jahres die Bischofsweihe; Mitkonsekratoren waren Pedro Rosales Dean, Erzbischof von Palo, und Manuel S. Salvador, Koadjutorerzbischof von Cebu. 
Am 20. Dezember 1994 wurde er zum Bischof von Calbayog ernannt und am 25. Januar des nächsten Jahres in das Amt eingeführt. Am 13. Januar 1999 nahm Papst Johannes Paul II. seinen altersbedingten Rücktritt an.